# Théodore Reh

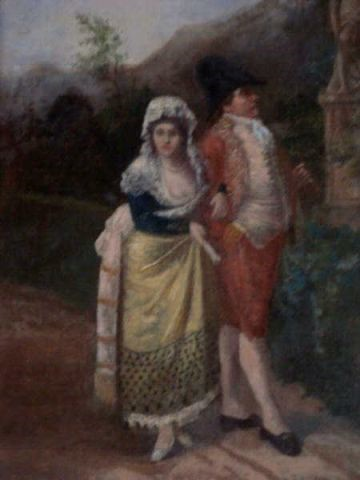
"Verloofd paar"

Théodore Reh (?, ca. 1845 - ?, na 1918) was een Belgisch kunstschilder.
Over zijn herkomst, achtergrond en opleiding is weinig bekend. Hij kreeg zijn opleiding aan de Academie van Brussel. Hij maakte zijn debuut in 1865 op het driejaarlijkse Salon van Brussel.
Hij schilderde in hoofdzaak tafereeltjes met figuren (kinderen, verloofden, verliefden, getrouwde paartjes; soms met een komische ondertoon, al dan niet in interieur), portretten en landschappen. Het decor is vaak achttiende-eeuws. Veel van deze genretaferelen deden reeds gedurende zijn leven wat komisch en verouderd aan.
Nu en dan restaureerde hij ook schilderijen. Zo restaureerde hij in 1868 het retabel De aanbidding der wijzen in de Sint-Amanduskerk van Borchtlombeek.
Reh woonde jarenlang in Brussel. Hij werd in 1900 directeur aan de Academie van Etterbeek.

## Tentoonstellingen
- 1865, Driejaarlijks Salon, Brussel
- 1875, Driejaarlijks Salon, Brussel: Portret van M.L.B., Studie te Groenendael, Studie te Laken
- 1884, Brussel, Salon 1884: Portret van mijn dochter, Fantasiehoofd

## Musea
- Kortrijk, Stedelijke Musea